# Кашина Империјале (Милано)
Кашина Империјале је насеље у Италији у округу Милано, региону Ломбардија.
Према процени из 2011. у насељу је живело 54 становника. Насеље се налази на надморској висини од 141 м.